# Іффвіль
Іффвіль (нім. Iffwil) — громада  в Швейцарії в кантоні Берн, адміністративний округ Берн-Міттельланд.

## Географія
Громада розташована на відстані близько 14 км на північ від Берна.
Іффвіль має площу 5,1 км², з яких на 7,9% дозволяється будівництво (житлове та будівництво доріг), 55,8% використовуються в сільськогосподарських цілях, 36,3% зайнято лісами, 0% не є продуктивними (річки, льодовики або гори).

## Демографія
2019 року в громаді мешкало 421 особа (+2,4% порівняно з 2010 роком), іноземців було 7,4%. Густота населення становила 83 осіб/км².
За віковим діапазоном населення розподілялося таким чином: 21,9% — особи молодші 20 років, 60,3% — особи у віці 20—64 років, 17,8% — особи у віці 65 років та старші. Було 166 помешкань (у середньому 2,5 особи в помешканні).
Із загальної кількості 161 працюючого 63 було зайнятих в первинному секторі, 10 — в обробній промисловості, 88 — в галузі послуг.